# Oberea ruficollis
Oberea ruficollis là một loài bọ cánh cứng trong họ Cerambycidae.